# 施普克洛赫湖
53°27′04″N 12°43′17″E / 53.4511°N 12.7215°E
施普克洛赫湖（德語：Spukloch），是德國的湖泊，位於該國東北部梅克倫堡-前波美拉尼亞州，由梅克倫堡湖區郡負責管轄，長0.5公里、寬0.2公里，面積0.06平方公里，海拔高度62米。